# Metajapyx folsomi
Metajapyx folsomi är en urinsektsart som beskrevs av Filippo Silvestri 1948. Metajapyx folsomi ingår i släktet Metajapyx och familjen Japygidae. Inga underarter finns listade i Catalogue of Life.